# 第三次霍乱大流行

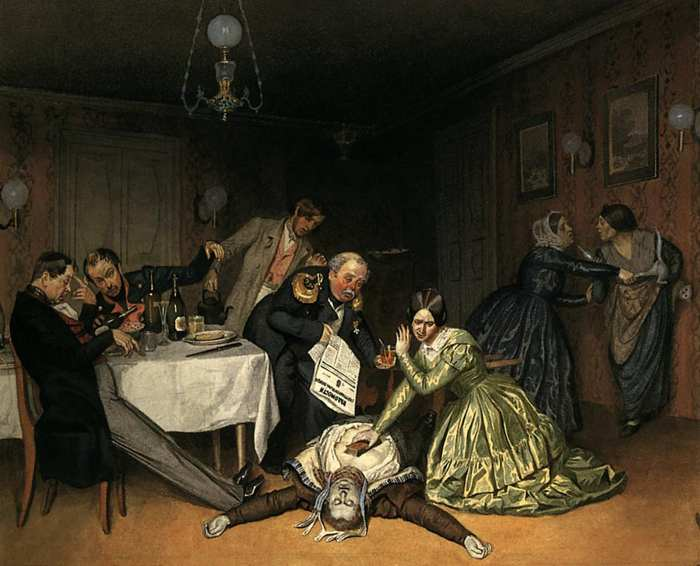
俄国画家Pavel Fedotov的绘画，描绘了19世纪中叶死于霍乱的人。

第三次霍乱大流行（英文：Third cholera pandemic），是指于1846-1860年间发生的霍乱大流行，是历史上第三次霍乱的大规模爆发。也有学者认为此次大流行最早始于1837年，直至1863年才结束。此次大流行开始于印度，此后传播到世界各地，俄罗斯帝国共有超过100万人死于此次霍乱，是历史上致死人数最多的流行病之一。
此次霍乱大流行在亚洲、欧洲、非洲及北美洲均造成了诸多人员死亡。其中，1854年的疫情最为严重，英国有超过2万3千人死于霍乱、伦敦地区有超过1万人死亡（1853-1854年）。
1854年，英国医生约翰·斯诺在伦敦一处贫民区内确定了污染的水源是霍乱传播途径，而非空气。 1854年宽街霍乱爆发事件爆发后，他绘制了伦敦苏活区的霍乱病例地图，并发现在一个居民区的水泵旁有聚集病例。 为检验他的理论，他说服了当地官员移除了水泵的把手，此后当地霍乱病例迅速下降。 约翰·斯诺的发现最终使得霍乱疫情得到控制，而他也成为伦敦流行病学协会的创始成员（1849年为应对霍乱疫情而成立），后世将其誉为“流行病学之父”。
1854年，意大利解剖学家菲利波·帕西尼首次分离出霍乱弧菌。